# Frederikssund Oaks 2023
Questa voce raccoglie le informazioni riguardanti i Frederikssund Oaks nelle competizioni ufficiali della stagione 2023.

## 1. division 2023

### Stagione regolare

#### Prima fase
| Esbjerg 15 aprile 2023, ore 14:00 2ª giornata | Esbjerg Hurricanes | 6 – 48 referto | Frederikssund Oaks | Skibhøj Idrætsanlæg |

| Frederikssund 23 aprile 2023, ore 14:00 3ª giornata | Frederikssund Oaks | 87 – 6 referto | Næstved Vikings | Frederikssund Idrætsby |

| Frederikssund 13 maggio 2023, ore 14:00 6ª giornata | Frederikssund Oaks | 34 – 0 referto | Odense Badgers | Frederikssund Idrætsby |

| Copenaghen 28 maggio 2023, ore 14:00 8ª giornata | Ørestaden Spartans | 6 – 16 referto | Frederikssund Oaks | Kløvermarken |

| Kastrup 11 giugno 2023, ore 14:00 10ª giornata | Amager Demons /Slagelse Wolfpack | 6 – 35 referto | Frederikssund Oaks | Bag Amagerhallen |

| Frederikssund 18 giugno 2023, ore 14:00 11ª giornata | Frederikssund Oaks | 57 – 28 referto | Herlev Rebels | Frederikssund Idrætsby |

#### Seconda fase
| Odense 12 agosto 2023, ore 14:00 Turno 1 | Odense Badgers | 0 – 37 referto | Frederikssund Oaks | Bolbroparken |

| Frederikssund 3 settembre 2023, ore 14:00 Turno 4 | Frederikssund Oaks | 28 – 22 | Herlev Rebels | Frederikssund Idrætsby |

### Playoff
| Frederikssund 24 settembre 2023, ore 14:00 Semifinale | Frederikssund Oaks | 35 – 14 referto | Amager Demons/ Slagelse Wolfpack | Frederikssund Idrætsby |

| Frederikssund 8 ottobre 2023, ore 14:00 1. divisions Bowl | Frederikssund Oaks | 27 – 28 | Herlev Rebels | Frederikssund Idrætsby |

## Statistiche di squadra
| Competizione      | %Vittorie | In casa | In casa | In casa | In casa | In casa | In casa | In trasferta | In trasferta | In trasferta | In trasferta | In trasferta | In trasferta | Totale | Totale | Totale | Totale | Totale | Totale |
| Competizione      | %Vittorie | G       | V       | N       | P       | Pf      | Ps      | G            | V            | N            | P            | Pf           | Ps           | G      | V      | N      | P      | Pf     | Ps     |
| ----------------- | --------- | ------- | ------- | ------- | ------- | ------- | ------- | ------------ | ------------ | ------------ | ------------ | ------------ | ------------ | ------ | ------ | ------ | ------ | ------ | ------ |
| Stagione regolare | 1.000     | 4       | 4       | 0       | 0       | 206     | 56      | 4            | 4            | 0            | 0            | 136          | 18           | 8      | 8      | 0      | 0      | 342    | 74     |
| Playoff           | .500      | 2       | 1       | 0       | 1       | 62      | 42      | 0            | 0            | 0            | 0            | 0            | 0            | 2      | 1      | 0      | 1      | 62     | 42     |
| Totale            | .900      | 6       | 5       | 0       | 1       | 268     | 98      | 4            | 4            | 0            | 0            | 136          | 18           | 10     | 9      | 0      | 1      | 404    | 116    |